# Cómo sobrevivir una plaga
Cómo sobrevivir a una plaga (título original: How to Survive a Plague) es un documental estadounidense de 2012 dirigida David France (periodista), sobre los primeros años de la epidemia del SIDA y los esfuerzos de los grupos activistas ACT UP y TAG. 
La primera película de Francia, estaba dedicada a su socio Doug Gould    que murió de neumonía relacionada con el SIDA en 1992.
El documental se produjo utilizando más de 700 horas de imágenes de archivo que incluyeron cobertura de noticias, entrevistas y filmaciones de manifestaciones, reuniones y conferencias tomadas por los propios miembros de ACT UP. Francia dice que sabían que lo que estaban haciendo era histórico y que muchos de ellos morirían. La película, que se estrenó en cines selectos de los Estados Unidos el 21 de septiembre de 2012, también incluye imágenes de una manifestación durante la misa en la Catedral de San Patricio en 1989.

## Recepción

### Respuesta de la crítica
Actualmente, la película tiene una calificación del 98% en Rotten Tomatoes y una puntuación promedio de 8.40/10, según 80 reseñas. El consenso crítico del sitio web afirma: "Enfadada, poderosa y conmovedora, la película Cómo sobrevivir una plaga es un documental brillantemente construido sobre los activistas que impulsaron la lucha contra la epidemia de sida." También tiene una puntuación de 86 sobre 100 en Metacritic, basada en 23 críticos, lo que indica "aclamación universal".

### Premios y nominaciones
Fue nominado para el mejor documental en la 85.ª edición de los Premios Óscar. Fue nominado para un Premio del Sindicato de Directores y el Gran Premio del Jurado en el Festival de Cine de Sundance.